# Saint-Martin-de-May
Saint-Martin-de-May is een fusiegemeente (commune nouvelle) in het Franse departement Calvados (regio Normandië). De plaats maakt deel uit van het arrondissement Caen. Saint-Martin-de-May is op 1 januari 2025 ontstaan door de fusie van de gemeenten May-sur-Orne en Saint-Martin-de-Fontenay. De hoofdplaats van de nieuwe gemeente is May-sur-Orne.